# Ángel Pedraza
Ángel Pedraza Lamilla (La Rinconada,  provincia de Sevilla, 4 de octubre de 1962-Barcelona, 8 de enero de 2011) fue un futbolista y entrenador español. Nació en Andalucía, pero se trasladó siendo un niño a Barcelona. Como jugador ocupaba la posición de centrocampista.
Fue internacional español en categoría sub-18, sub-19, sub-20 y sub-23.
Es el padre del también futbolista Marc Pedraza.

## Trayectoria

### Como futbolista
Surge de los equipos inferiores del FC Barcelona. El 16 de septiembre de 1980, en un partido de la Copa de la UEFA contra el Sliema Wanderers Football Club maltés, se convirtió en el primer jugador de La Masía que debutaba en el primer equipo del Barcelona. Era todavía juvenil y el entrenador del primer equipo azulgrana era Ladislao Kubala. En la campaña 82/83 es cedido al Villarreal CF, en aquella época en Tercera División. De nuevo en la capital catalana, milita en el filial hasta debutar con los azulgrana en la máxima categoría en la temporada 1985/86, en la que el Barcelona llegó a la final de la Copa de Europa, que perdió a penaltis ante el Steaua de Bucarest. Pedraza jugó el encuentro, y fue uno de los que erraron su tiro.
Permaneció en el club catalán hasta 1988, sin llegar a consolidarse como titular. Para la temporada 88/89 fichó por el RCD Mallorca, que permanecía en la categoría de plata. Esa campaña, Pedraza fue titular y los isleños ascienden a primera división. Disputaron durante tres años la máxima división, en las que el defensa fue titular. Esta condición la mantuvo durante otras tres campañas, en la Segunda División. En total, sumó doscientos cincuenta y nueve encuentros con los palmesanos, siendo el sexto jugador con más partidos oficiales disputados en el RCD Mallorca. En verano de 1995 recala en el modesto CF Sóller, club en el que colgó las botas en 1997.

### Como entrenador
Tras retirarse, continuó en el mundo del fútbol como entrenador. Entre 1997 y 2002 se encargó de varios equipos de base del FC Barcelona. En 2002 marchó al otro club de la ciudad, el RCD Espanyol, para hacerse cargo primero del juvenil y después del RCD Espanyol B. 
En la temporada 05/06 dirigió al Benidorm CD, y entre el 2006 y 2008 al Villarreal CF B. Posteriormente entrenó al Iraklis FC griego y, de nuevo en Mallorca, al Atlético Baleares, con el que conquistó en 2010 el ascenso a Segunda B y en sus últimos meses de vida entrenaría al Centre d'Esports L'Hospitalet.
Pedraza murió el 8 de enero de 2011, víctima de un cáncer que padecía desde hacía un año.

## Títulos
- Copa de la Liga 85/86
- Copa del Rey 1988